# Rick Gibson
Rick Gibson (Montreal, 1951) es un artista canadiense multidisciplinar

## Biografía
Nació en Montreal, (Canadá) y estudió Psicología en la Universidad de Victoria. Entre 1973 y 1974 dibujó cómics semanales para el periódico de los estudiantes. Al terminar su licenciatura en 1974 se trasladó a Vancouver. De 1983 a 1989 vivió en Londres, Inglaterra. En 1989 regresó a Vancouver. Obtuvo una Maestría en Ciencias en Arte y Tecnología Interactiva de la Universidad Simon Fraser, Surrey en 2004.

## Hologramas 3D
En 1976, se convirtió en el asistente holográfico para el nuevo artista de medios estadounidense Al Razutis. En 1978 recibió fondos del gobierno canadiense para construir su propio estudio de la holografía y estudiar los efectos especiales holográficas. Expuso los resultados de este trabajo en Vancouver en la Galería Helen Pitt en junio de 1978 y de nuevo en Victoria, en la Galería Espacio Abierto en junio de 1979.

## Esculturas liofilizados
En un intento de resolver un problema holográfica, Gibson experimentó con técnicas de liofilización. Produjo una serie de esculturas que exploran la ética de la utilización de animales embalsamados legalmente y los seres humanos como materiales de arte. Estas esculturas fueron expuestas por primera vez en la Galería de la unidad/Pitt en Vancouver, Canadá en 1981.· Las mismas obras se muestran más adelante en noviembre de 1984 en la galería de los recortes en Londres, Reino Unido.

### Pendientes hechos de feto humano
Durante la exposición de esculturas 1984 liofilizados en Londres, Reino Unido, Gibson se le dieron dos fetos humanos deshidratados por medio de un profesor de anatomía. Tenían 10 semanas de desarrollo y se habían deshidratado durante 20 años. Gibson rehidrató ambos fetos, los liofilizó y los acompañó como pendientes a una cabeza de maniquí femenino. La escultura fue titulada "Pendientes Humanos". Fueron exhibidas en la Galería Desconocidos en el sur de Londres en diciembre de 1987. El jueves 3 de diciembre de 1987, la escultura fue retenida por la Policía Metropolitana.· Debido a este incidente, Gibson fue expulsado del Goldsmiths College en diciembre de 1987, donde estudiaba arte posgrado, diseño y tecnología. En abril de 1988, Gibson y el propietario de la galería, Peter Sylveire, fueron acusados de los delitos de derecho común de "exhibir una molestia pública y ultraje a la decencia pública".
El juicio comenzó el lunes 30 de enero de 1989 el Old Bailey, en el centro de Londres. El juez fue Brian Smedley, Michael Worsley era el fiscal, y Geoffrey Robertson y Francis Irwin fueron los abogados de la defensa.· El 6 de febrero de 1989, se desestimó el cargo de alteración del orden público. El martes 9 de febrero de 1989, el jurado de 10 mujeres y 2 hombres encontró a Gibson y Sylveire culpables de ultraje a la decencia pública. Gibson fue multado con £ 500 y Sylveire recibió una multa de £ 300.·
Inmediatamente después del veredicto, se presentó la solicitud de apelación. Sin embargo, el 10 de julio de 1990, el Tribunal de Apelación desestimó el caso y confirmó la condena anterior.· Hubo muchos comentarios de los medios acerca de esta escultura antes, durante y después del juicio.·· El caso judicial también fue objeto de un programa de la televisión británica de una hora. The Sunday Times,
Desde el juicio, escritores como John A. Walker y Eduardo Kac no han dejado de reflexionar sobre la escultura y sus implicaciones sociales.

## Arte Performance
Mientras vivía en Londres, Gibson conoció a muchos artistas de performance en el Colectivo de Artistas de Brixton. Hizo su primera pieza el 4 de enero de 1986: entró en la calle con un perro que llevaba un cartel que decía: "Se busca: extremidades humanas legalmente conservados y fetos humanos". Trató de hacer lo mismo de nuevo en Brighton el 25 de enero de 1986, pero fue detenido y condenado por un comportamiento que pueda causar una alteración del orden público. Performances posteriores incluyeron poner delante del Director de la oficina de la Fiscalía en Londres una rata viva ante su cara, permitiendo a la gente matar insectos vivos en Plymouth (donde fue detenido, pero puesto en libertad sin cargos),· y por fin el cuestionamiento de la matanza de las babosas en Vancouver, Canadá.

### Canibalismo
El 23 de julio de 1988 Gibson se comió la carne de otra persona en público. Porque Inglaterra no tiene una ley específica contra el canibalismo, que legalmente se comió un canapé de amígdalas humanas donados en Walthamstow High Street, Londres.· Un año más tarde, el 15 de abril de 1989, se comió públicamente una rebanada de testículo humano en Lewisham High Street, Londres.· Cuando trató de comer otro trozo de testículo humano en las galerías internacionales Pitt en Vancouver el 14 de julio de 1989, la policía de Vancouver confiscó el otro testículo. Sin embargo, se le acusó de exhibir públicamente un objeto repugnante y finalmente se comió el pedazo de testículo humano en las escaleras de la corte de Vancouver el 22 de septiembre de 1989.

### Sniffy la Rata
El 28 de diciembre de 1989, el periódico de la provincia en Vancouver, Canadá, informó que Gibson tenía la intención de aplastar una rata llamada Sniffy entre dos lienzos de pintura con un bloque de hormigón de 25 kg en el centro de Vancouver. En el impacto, Sniffy dejaría una huella en los lienzos, formando un díptico. Gibson dijo que había adquirido Sniffy una tienda de mascotas que vendía ratas vivas como alimento para serpientes y lagartos. El intento fue planeado para el 6 de enero de 1990, fuera de la antigua biblioteca pública central de la calle de Burrard. La intención del acontecimiento fue transmitido públicamente a través de periódicos, televisión y radio.·
En la mañana del 6 de enero, un grupo de representantes de "derechos de los animales" de la Fundación Lifeforce confiscó el dispositivo que Gibson iba a utilizar para aplastar la rata. Peter Hamilton de fuerza vital, dijo que se hizo para proteger tanto a la rata como a Gibson. Debido a este desarrollo, Gibson llegó a la esquina de Robson y Burrard a la 1 p. m., sin Sniffy ni su dispositivo de creación artística. Le dijo a una multitud de más de 300 personas que había devuelto la rata a la tienda de mascotas donde la había alquilado. Se animó a la gente a ir a la tienda de mascotas y rescatar Sniffy antes de que se vendiera como alimento para serpientes. Más tarde dijo a CBC que tenía intenciones de pleno derecho de matar a los animales. Como se trataba de salir de la zona, Gibson fue rodeado por los activistas. Él, junto con Susan Milne y Paddy Ryan, fueron perseguidos hasta la calle de Burrard por una turba. Los tres se escaparon a través del Hotel Vancouver. Más tarde, ese mismo día, Sniffy fue comprada en la tienda de mascotas por Peter Hamilton, de la Fundación Lifeforce.
Inmediatamente después, dibujantes, escritores,· y el público en general reflexionaron sobre el evento. Numerosos libros también han hecho referencia a ella.· Varios programas de televisión también se han centrado en él.· Para el décimo aniversario de la actuación, Radix Teatro, bajo la dirección de Andrew Laurenson, creó el Sniffy el recorrido en autobús de la rata.

## Arte Público
Mientras vivía en Londres, Gibson visitó el Bosque Grizedale,en el norte de Inglaterra, donde se exponen una variedad de esculturas al aire libre. En 1992, recibió fondos del Ministerio de Turismo de la Columbia Británica para desarrollar un proyecto similar en la montaña cerca de Vancouver. Este proyecto se llevó a cabo en la Universidad de la Columbia Británica de Investigación Forestal en Maple Ridge durante el verano de 1992. Después de completar este proyecto, fue contratado como comisario de la exposición Artropolis '93 en Vancouver. Se logró la colocación de catorce instalaciones en Stanley Park durante octubre y noviembre de 1993. Tras Artropolis, fue comisionado por la ciudad de Vancouver para diseñar y construir cuatro comederos de aves en comunidad sobre el puente de la impulsión del arbolado. Más tarde, trabajó con Ed Varney como consultor de arte público de la ciudad de Vancouver. Desarrollaron el primer proceso de arte público para la nueva Biblioteca Pública de Vancouver. Trabajando en estrecha colaboración con el arquitecto Moshe Safdie, lograron la instalación de la fuente Joseph Montague y se estableció un fondo para el arte público. También escribieron la primera política de arte público para el tablero del parque de Vancouver.

## Gráficos Estereoscopía
En 1996, Gibson recibió un puesto de investigación en el Centro de Investigación de Imagen y Sonido en la Universidad Simon Fraser de estudiar las imágenes de anaglifo. Expuso algunas de estas imágenes en la exposición de 1995 en Vancouver Corrientes y en Victoria, Columbia Británica. En 1996, se construyó el primer sitio web completamente anaglífico del mundo. Entre 2002 y 2004, estudió en 3D impresión lenticular para su máster. Para el año 2006 se estaba exponiendo públicamente 
la impresión autoestereoscopia. En el año 2007 tenía una gran exposición de este trabajo en el Centro de Arte 3D y Fotografía en Portland, Oregón.· En febrero de 2011 expuso seis grandes impresiones lenticulares en la galería de Blim en Vancouver, Canadá. Estas impresiones homenajearon a seis líderes religiosos reconocidos por revelar el pene de Dios dentro de ellos.